# カール・アウグスト (ナッサウ＝ヴァイルブルク侯)
カール・アウグスト（Karl August, 1685年9月17日 - 1753年11月9日）は、ナッサウ＝ヴァイルブルク侯（在位：1719年 - 1753年）。

## 生涯
カール・アウグストは、ナッサウ＝ヴァイルブルク侯ヨハン・エルンストとマリア・ポリクセナ・フォン・ライニンゲン＝ダグスブルク＝ハルテンブルクの次男である。若くしてザクセンの軍人となり、パリのフランス宮廷におけるザクセン公使を務め、1719年2月27日には父の跡を継いでヴァイルブルク侯となった。
1733年と1734年に、帝国騎兵将軍としてプファルツ軍を指揮した。
1688年に、ナッサウ＝ヴァイルブルク家は証書を授与されて侯（Fürst）の地位に昇格した。しかし、これは諸侯会議への参加を伴わないものであった。1737年9月27日、カール・アウグストは帝国諸侯の称号を引き継いだが、1688年に出された証書のためにかかった費用をナッサウ＝ウージンゲン家（ナッサウ＝イトシュタイン家は1721年に義父ゲオルク・アウグストの死により男系が断絶していた）に補償しなかった。
カール・アウグストの治世の間に、公爵の居城はヴァイルブルクからキルヒハイムボーランデンに移され、キルヒハイムボーランデン城の教会である聖パウロ教会が再建された。
カール・アウグストは1753年に亡くなり、ヴァイルブルク城の教会に埋葬された。一人息子のカール・クリスティアンが侯位を継承した。

## 結婚と子女
1723年8月17日、ヴィースバーデンでナッサウ＝イトシュタイン伯ゲオルク・アウグストの娘アウグステ・フリーデリケ・フォン・ナッサウ＝イトシュタイン（1699年 - 1750年）と結婚した。夫妻には以下の7子が生まれた。
- ヘンリエッテ・マリア・ドロテア（1724年）
- ヘンリエッテ・アウグスタ・フリーデリケ（1726年 - 1757年）
- ルイーゼ・クリスティナ（1727年）
- ポリクセナ・ヴィルヘルミナ・ルイーゼ（1728年 - 1732年）
- ルイーゼ・ポリクセナ（1733年1月27日 - 1764年9月27日） - 1750年にリッペ＝デトモルト伯ジーモン・アウグストと結婚
- カール・クリスティアン（1735年 - 1788年） - ナッサウ＝ヴァイルブルク侯

ルクセンブルク大公アンリは、カール・アウグストの子孫に当たる。